# Eiland- en Brandkreekpolders
De Eiland- en Brandkreekpolders is een complex van polders in de gemeente Sluis.
Bij dit gebied moet men denken aan de zogeheten Waterlanden, een gebied van oudlandpolders, waaraan de plaatsnamen Waterlandkerkje en Waterland-Oudeman nog herinneren. In 1404 brak een dijk tussen de toenmalige Marguéritepolder en de Sint-Jorispolder, waardoor een geul zou ontstaan, die als de Oude Passageule bekendstaat. Reeds in de 15e eeuw vonden herdijkingen plaats, maar ten gevolge van de inundaties van 1583 ontstond de nieuwe Passageule die in verbinding stond met het Coxysche Gat en die een zuidelijke aftakking had, het Haantjesgat genaamd.
Uiteindelijk is de grens tussen de Zuidelijke en de Noordelijke Nederlanden, de tegenwoordige staatsgrens tussen België en Nederland, zodanig vastgesteld dat ze dwars door dit langgerekte gebied loopt en vaak ook dwars door polders.
Het complex bestaat (in Nederland) uit de volgende polders:
- Marguéritepolder
- Sint-Jorispolder
- Sint Kruispolder
- Sint Lievenspolder
- Jeronimuspolder
- Oude Passageulepolder zuidelijk deel
- Kleine Oudemanspolder
- Vrije polder zuidelijk deel
- Brandkreekpolder
- Krakeelpolder
- Van der Bekepolder
- Groote Oudemanspolder
- Groote Jonkvrouw bezuidenpolder
- Clarapolder
- Thiboutpolder
- Nieuwe Passageulepolder